# 2009年のイタリア
2009年のイタリアでは、2009年のイタリアに関する出来事について記述する。

## できごと

### 1月
- 1月24日 - イタリア南部のランペドゥーザ島にある収容所で、北アフリカの不法入国者約1,300人が集団脱走。脱走者の大半は、その日の夜までに収容所に戻った。脱走者は、過密により収容所は劣悪な状況にあると、報道機関に対して訴えた [1][2]。

### 2月
- 2月6日 - 17年前の交通事故により植物状態に陥っていた38歳のイタリア人女性について、家族の要請により延命措置を停止。同月9日、女性は死亡した。延命措置の停止にはローマ教皇庁は猛反対しており、イタリアの世論も賛否二分していた。中道右派のベルルスコーニ政権は延命停止阻止に動いていたが、女性の死はその矢先だった [3][4][5]。
- 2月24日 - ベルルスコーニ首相、ローマでサルコジ仏大統領と会談。会談後の共同記者会見の際、同首相が「あなたの彼女は、私があげた」と仏大統領に対して話しかけていたことが判明。仏大統領夫人のカーラ・ブルーニがイタリア生まれであることを踏まえた発言と見られている。この発言は物議をかもし、野党民主党の女性議員らは、女性の尊厳を傷つけるものとして欧州人権裁判所に提訴した [6][7]。

### 3月
- 3月21日 - ナポリで、マフィア等犯罪組織対策の強化を訴える市民集会開催。集会では、犠牲者約900人の名前が読み上げられ、その死を悼んだ。警察の発表によると、参加者は10万人以上に達し、イタリアの反マフィア集会では過去最大の規模となった [8]。
- 3月27日 - トリノで、25年間にわたり娘に性的暴行を続けたとして父親を逮捕したと警察が発表。現在、34歳になるこの娘は9歳の時から性的暴行を受け、13歳から学校に行かなくなり、電気の無い暗い部屋に監禁された。父親は息子に対しても同様の行為を促しており、息子も自分の娘4人（6歳、8歳、12歳及び20歳）に対する性的暴行の容疑で逮捕された [9][10]。

### 4月
- 4月1日-2日 - 第2回20か国・地域首脳会合（G20首脳会合、金融サミット）、ロンドンで開催。2010年末までの総額5兆ドルの財政刺激策により、世界の成長率を4%押し上げ、大規模な雇用を創出するとする共同声明を採択[11][12][13]。会合の初日、バッキンガム宮殿における記念撮影の際、大声を出すベルルスコーニ首相に、エリザベス英女王が不快感を示す一幕があった [14]。
- 4月6日 - ラクイラ地震。イタリア中部のアブルッツォ州ラクイラ付近で発生した地震で、マグニチュード6.3を記録した。ベルルスコーニ首相は、国家非常事態を宣言。一週間後の13日までに確認された死者は294人にのぼった。10,000〜15,000棟の建物が被害を受け、約55,000人が帰宅できない状況が続いた [15][16][17]。
- 4月7日 - ベルルスコーニ首相が、ラクイラ地震でテントで暮らす被災者の子どもたちに「テントで暮らすのはキャンプに行くようなもの」と発言し、波紋が広がった [18][19]。

### 7月
- 7月8日 - 8〜10日にイタリアのラクイラで主要国首脳会議が開催される[20]。